# Focometrie
Focometria constă în determinarea experimentală a distanței focale a unei lentile optice.

## Diverse metode focometrice
Se pot cita:
- pentru lentilele convergente:
  - metoda autocolimatării;
  - metoda lui Bessel;
  - metoda lui Silbermann;
- pentru lentilele divergente:
  - metoda lui Badal.